# Posaniacy
Posaniacy – niewielka grupa etnograficzna ludności polskiej, będąca małopolską podgrupą Sandomierzaków, którzy zachowują swą odrębność kulturową. Ludność ta wywodziła się pierwotnie z Puszczy Sandomierskiej i została osadzona w XIX wieku w Puszczy Radomskiej.
Drugą grupą osiedleńców leśnych są Borowiacy Sandomierscy.